# Реџајна
Реџајна (енгл. Regina) је административни центар и други по величини град канадске провинције Саскачеван. Према попису становништва из 2007. године сам град је имао 179.246 становника а шира агломерација 194.971. Популација два града, Реџајне и Саскатуна, чине 40% становништва провинције.

## Историја
Реџајна је основана крајем 19. века, тачније 1882. године и добила је име по краљици Викторији (Victoria Regina), а име је дала њена ћерка принцеза Луиза, супруга тадашњег краљичиног представника (Governor General) у Канади, Маркиза од Лорне.
Реџајна је претходно била центар Северозападне територије, од које су се касније отцепиле садашње провинције Алберта и Саскачеван.
Реџајна је културни и трговачки центар Саскачевана, а такође и америчких држава, Северне Дакоте и Монтане. Позната је по летњем пољопривредном сајму који се традиционално одржава од 1884. а који од шездесетих година двадесетог века носи назив Дани бизона). Реџајна је позната и по катедралама, римокатоличким црквама и румунским православним црквама, по бискупији Реџајне и агликанској бискупији.

## Географија
Реџајна се налази на надморској висини од 557 m и лежи у региону прерија са врло мало текуће воде. Великим трудом првих досељеника од некадашње пустаре направљена је права оаза и житница Канаде.

## Демографија
| 1996.   | 2001.   | 2006.   | 2011.   | 2016.   |
| ------- | ------- | ------- | ------- | ------- |
| 180.404 | 178.225 | 179.246 | 193.100 | 215.106 |

По статистичким подацима у Реџајни у већини живе потомци европских колониста, процентуално:
- Немаца (32%)
- Енглеза (25%)
- Украјинаца (12%)
- Индијанаца (6%)[9]

## Партнерски градови
- Букурешт